# NGC 4816
NGC 4816 ist eine Elliptische Galaxie vom Hubble-Typ E/S0 im Sternbild Coma Berenices am Nordsternhimmel. Sie ist schätzungsweise 310 Millionen Lichtjahre von der Milchstraße entfernt und hat einen Durchmesser von etwa 120.000 Lj. Die Galaxie ist Mitglied des Coma-Galaxienhaufens Abell 1656.
Im selben Himmelsareal befinden sich u. a. die Galaxien NGC 4807, NGC 4817, NGC 4828, NGC 4840.
Das Objekt wurde am 11. April 1785 von Wilhelm Herschel  mit einem 18,7–Zoll–Spiegelteleskop entdeckt, der sie dabei mit „F, pL“ beschrieb.